# NejFake
Pod pseudonymem NejFake [nejfejk] (někdy též Adam Richtr) je český youtuber, internetový bavič a mystifikátor. Ve své tvorbě se v minulosti zaměřoval na hodnocení a kritiku společnosti, sociálních sítí, aktuální dění a mystifikace. V počátcích svého působení se věnoval též herním videím (např. Minecraft). Rovněž se okrajově věnoval hudební tvorbě. Vystupoval anonymně, a tak jeho skutečné jméno, podoba a další údaje zůstávají veřejnosti neznámé. O jeho skutečné identitě panují stále pochyby, přestože se již několikrát částečně odhalil.
Jeho tvorba byla provázena mystifikací, symbolikou různých čísel (23, 23620987) a dat. Ve videích má obličej zakrytý šátkem. Několikrát svou podobu odhalil a několikrát ji odhalil falešně. Jeho mystifikační počiny vedly ke spoustě záhad ohledně jeho identity a způsobily velkou nedůvěru mezi fanoušky. Ve svém Draw My Life z roku 2014 vzkázal, že postava nejfejka v roce 2023 zemře, což se také stalo, jelikož skutečně v roce 2023 NejFake skončil na svém hlavním kanálu.
V jeho rané tvorbě se i často objevoval čínský znak 真 (pchin-jin zhēn, vyslovováno mandarinsky čen), který znamená "pravda/reálný/přesvědčivý". Později se začaly objevovat znaky 神話 (pchin-jin zhēn-hua, výslovnost mandarinsky čen-hua), které znamenají "mýtus".[chybí lepší zdroj] NejFake však občas ve videích ukazoval česko-japonský slovník, takže je možné, že se jedná spíše o znaky kandži, které však mají stejný význam, ale vyslovují se jinak - 真 (hiraganou しん, výslovnost šin), 神話 (hiraganou しんわ, výslovnost šinwa). Tyto dva znaky (mýtus) použil i ve svých informacích o kanálu k roku 2024.

## Sociální sítě
Se svou tvorbou začal 14. července 2008, a to na platformě Stream spadající pod Seznam, o rok později přešel na YouTube. Každoročně poté vydával video POD MASKOU, které vycházelo vždy 14. července v 0:06 hodin. Byl tedy aktivním mystifikátorem po dobu 15 let. Na svém instagramu má přes 5 700 příspěvků a téměř 300 000 sledujících.
Časopis Forbes ho v roce 2017 zařadil na 35. místo v žebříčku 77 nejvlivnějších Čechů na sociálních sítích.
Roku 2018, po deseti letech svého působení, publikoval autobiografickou knihu Nejfake - 10 let pod maskou. Uvedl, že knihu napsal Adam Richtr. Prodával ji bez nároku na honorář za 88 Kč.
Roku 2017 se spolu s ministerstvem školství spolupodílel na projektu Nenech to být, který má pomáhat v boji s šikanou.
Na svém kanále pravidelně vydával videa o novinkách ze světa technologií, krátké filmy či různé série, jako je např. Víte, že?, která patřila mezi nejrozsáhlejší.
I když v roce 2024 již na svůj hlavní kanál nenatáčí, je stále aktivní na svém vedlejším kanálu Nejfake TECH, kde recenzuje různé spotřebiče a natáčí videa ze světa Apple produktů.

## Citáty
Jeho tvorba má jistý filosofický a pacifistický podtext (filosofický patrný zejména během rané tvorby, pacifistický později). Některé jeho výroky v internetovém prostředí zpopularizovaly.[zdroj⁠?!]
| „         | Jméno ani tvář nejsou důležité, důležitá je myšlenka a názor. | “ |
| — NejFake |                                                               |   |

| „         | Umění přemýšlet není závislé na výši inteligence, ale na ochotě zapojit mozek. | “ |
| — NejFake |                                                                                |   |

| „                        | Byl jsem nejfake, nosil jsem masku, točil jsem videa a předával jsem myšlenky a názory od roku 2008. Děkuji všem za podporu, děkuji všem za čas... ale teď je řada na vás a buďte dobrými lidmi. Bez masky, sami za sebe pro sebe i pro druhé. | “ |
| — Jirka - NejFake - 神話 | |   |

## Hudební tvorba (výběr)
- PRVNÍ ČESKÝ FACEBOOK SONG (2010) – kritika společnosti upnuté na sociální sítě; zároveň první video vůbec
- PÍSEŇ PRO JIRKU PAROUBKA (2010) – recesistická píseň o Jiřím Paroubkovi
- LABYRINT DROG (2011)
- ČESKÝ MINECRAFT SONG (2011) – nejpopulárnější video na kanálu NejFake
- ČESKÝ POLITICKÝ SONG (2012)
- ČESKÝ R.I.P SONG 2011 (2012) – pocta osobnostem zemřelým roku 2011
- ČESKÝ R.I.P SONG 2012 (2013) – pocta osobnostem zemřelým roku 2012, takto pokračuje zatím do roku 2020[potřebuje aktualizovat]
- PROMIŇ ČESKÁ REPUBLIKO (2013)
- MYŠLENKA CO STŘEŽÍŠ (2013)
- INSTAGRAM SONG (2016) – kritika společnosti upnuté na sociální sítě
- ČESKÝ PREZIDENTSKÝ SONG (2018) – recesistická píseň k českým prezidentským volbám 2018
- LAZULI DO ŽÍLY (2023) – Track od skupiny JAYS0VER, které dal sample z jeho tracku Minecraftu Král (2012) a kde je zaznamenán jako uváděný umělec[16][17]